# Conistra dolosa
Conistra dolosa är en fjärilsart som beskrevs av Philogène Auguste Joseph Duponchel. Conistra dolosa ingår i släktet Conistra och familjen nattflyn. Inga underarter finns listade i Catalogue of Life.